# سنبل باجی
فاطمه خانم، مشهور به سُنبُل باجی، همسر شانزدهم فتحعلی شاه قاجار و از اهالی رابر کرمان بود.
در سال ۱۱۷۱ به فرمان آقا محمد خان قاجار، فتحعلی خان به كرمان یورش آورد و سپس به سيرجان و از آنجا به بافت یورش برد. فتحعلی خان برای گرفتن قلعه‌ی رابر یک ماه جنگید، تا اينكه این دژ به چنگ فتحعلی خان در آمد.
پس از آنکه در شوال ۱۲۰۷، فتحعلی‌خان قاجار به امر عموی خود آقامحمدخان قاجار قلعه رابر را تصرف کرد، فاطمه دختر هفت‌ساله عسگر کفش‌دوز را به همسری خود برگزید. با توجه سن کم فاطمه خانم، او را به دست زنان حرم سپردند و چهار سال بعد در محرم ۱۲۱۲ به عقد غیردائم فتحعلی‌خان درآمد. در همان دوران بود که خبر کشته شدن شاه قاجار در قلعه شوشی را به ولیعهد رساندند و تقارن این دو واقعه بر محبوبیت فاطمه خانم افزود
سنبل باجی به سبب ادب و خوش قلبی مورد علاقه اهالی حرم فتحعلی‌شاه بود و شاه و شاهزادگان او را از روی احترام «خانم» می‌خواندند. سنبل باجی واسطه رساندن عرایض مردم به حضور شاه بود و فتحعلی‌شاه نظرات او را در خصوص شاهزادگان و اهالی حرم می‌پذیرفت. در هنگام غذا خوردن در کنار شاه می‌نشست و مسئولیت غذا کشیدن برای همسر و دیگر شاهزادگان سر سفره با او بود. نقل است که حتی عرایض مردم شهر خمسه را که تحت حکومت فرزند او، فتح‌الله میرزا شعاع‌السلطنه بودند به عرض شاه می‌رساند و بر این اعتقاد بود: «نمی‌خواهم کسی مظلوم واقع شود و از شاه عالم‌پناه شکایت نماید. اگرچه پسر خودم مصدر ظلم شده باشد باید معزول شود».
فاطمه خانم سنبل باجی پس از مرگ همسر در زمره زنانی بود که در حرم محمدشاه ماندگار شدند.
فرزندان سنبل باجی از فتحعلی‌شاه عبارت بودند از:
1. فخر جهان خانم (۱۲۱۱ – ۱۲۷۵ قمری) ملقب به فخرالدوله، همسر میرزا محمدخان قاجار قوانلو
2. حسن جهان خانم (۱۲۲۲ – ۱۲۷۸ قمری) ملقب به والیه، همسر خسرو خان اردلان
3. فتح‌الله میرزا شعاع‌السلطنه (۱۲۲۶–۱۲۸۶ قمری)
4. تاجلی خانم (۱۲۲۸ - ؟) همسر ابراهیم خان ظهیرالدوله

برادر سنبل باجی، علی اکبرخان رابری در دربار فتحعلی‌شاه به خالو ملقب بود. فتحعلی‌شاه املاکی از خالصه رابر را به او داده بود و هم‌اکنون طایفه‌ای که در رابر فامیل خالویی دارند، از نوادگان او هستند. یکی از بستگان سنبل باجی که هم نام او و فاطمه نام داشت نیز از همسران فتحعلی‌شاه بود. دختر او از شاه به نام سرو جهان خانم به همسری آقاخان اول درآمد.
فتحعلی‌شاه غزلی در وصف سنبل باجی سروده که در دیوان اشعار او به این صورت آمده است:
| آرام دل و جانی ای دلبر کرمانی       |  | ای دلبر کرمانی آرام دل و جانی       |
| صد یوسف کنعانی شد بنده رخسارت       |  | شد بنده رخسارت صد یوسف کنعانی       |
| زانرو که تو جانانی جانها به فدای تو |  | جانها به فدای تو زانرو که تو جانانی |
| زان لب بدرافشانی خون در دل یاقوتست  |  | خون در دل یاقوتست زان لب بدرافشانی  |
| تو خسرو خاقانی ای پادشه خوبان       |  | ای پادشه خوبان تو خسرو خاقانی       |